# Parasynegia gopterana
Parasynegia gopterana là một loài bướm đêm trong họ Geometridae.